# Góra Mgieł
Ciemniak, Góra Ciemniak, dawniej Góra Mgieł (niem. Nebelberg, 699 m n.p.m.) – wzniesienie w województwie dolnośląskim, w powiecie karkonoskim, w gminie Stara Kamienica.
Góra na wschodnim krańcu Grzbietu Kamienickiego Gór Izerskich, której północne zbocze nosi nazwę Czarnego Stoku. Na zachodzie przez Babią Przełęcz łączy się z Wrzosówką, na wschodzie poprzez Zimną Przełęcz łączy się z Pogórzem Izerskim. Na wschodnom zboczu wyrastają Bobrowe Skały. Ku południowemu wschodowi odchodzi boczne ramię z Małym Ciemniakiem.
W czasach przedchrześcijańskich przypuszczalnie uważana za świętą górę. Według przekazów w najbliższej okolicy tzw. Sowiego Kamienia (gnejsowej skałki na zachodnim zboczu wzniesienia) znajdować się mogła pogańska świątynia. Inna pogańska świątynia według podań znajdować się miała pomiędzy Wrzosówką a Ciemniakiem, w rejonie Babiej Przełęczy (przebiega tędy bita droga z Kopańca do Górzyńca), obok tzw. Jeleniego Źródła. Inne pobliskie miejsce, w którym odnaleziono ślady dawnej działalności kultowej Słowian, znajduje się w Ciemnym Wądole.